# Jerzy Semkow
Jerzy Semkow (12 d'octubre de 1928 – 23 de desembre de 2014) fou un director d'orquestra francès nascut a Polònia.
Semkow va néixer en Radomsko, Polònia, però més tard va agafar ciutadania francesa i va residir a París. Els seus mentors en la direcció van incloure Erich Kleiber, Bruno Walter, i Tullio Serafin. Va ser director assistent de Ievgueni Mravinski amb l'Orquestra Filharmònica de Leningrad.
Semkow va accedir al lloc de director principal de l'Òpera Nacional de Varsòvia (1959–62), director principal de l'Òpera Reial danesa a Copenhaguen (1966–76), així com Director de Música de l'Orquestra de Radio-Televisione Italiana (RAI) a Roma.A ls EUA, Semkow va ser director de música de l'Orquestra Simfònica de St Louis (1975–79), i director principal de la Rochester Philharmonic (1985–89).Va ser director convidat regular de l'Orquestra Simfònica de Detroit en un període de 40 anys, incloent aparicions durant 24 temporades consecutives de 1986 a 2009.
Semkow va morir prop de Lausana, a Suïssa, el 23 de desembre de 2014, als 86 anys. La seva biografia va ser publicada el mateix any, feta per Małgorzata Komorowska.